# Dolicheremaeus manifera
Dolicheremaeus manifera är en kvalsterart som beskrevs av Hammer 1981. Dolicheremaeus manifera ingår i släktet Dolicheremaeus och familjen Tetracondylidae. Inga underarter finns listade i Catalogue of Life.